# Sköndal
Sköndal est un quartier du district de Farsta à Stockholm en Suède.

## Description
Sköndal est un quartier de Söderort formé en 1932.
Sköndal est limitrophe de Farsta et Larsboda au sud.
À l'est et partiellement au nord, il est limitrophe du district de Skarpnäck, notamment des quartiers de Skarpnäcks gård et d'Orhem. 
Sa superficie s'élève à 270 hectares de terres et 37 hectares d'eau.
Le quartier a connu un important développement dans les années 1950 et 1960, avec la construction de plusieurs immeubles résidentiels. 
En 1969, le centre commercial Sköndals Centrum y a été construit, regroupant quelques boutiques autour d'une place. 
On y trouve la bibliothèque locale, un petit supermarché, un kiosque à journaux et un bar.
Le quartier est essentiellement résidentiel et ponctué d'espaces verts, de zones boisées, de sentiers pédestres et de pistes cyclables.
À proximité se trouvent le lac Drevviken, bordé d'un sentier pédestre, et la réserve naturelle de Flaten (sv).

## Transports
Sköndal est bien desservi par le réseau de transports en commun de Stockholm : des bus relient Sköndals Centrum à Farsta, et l'autoroute Tyresövägen, toute proche, à Gullmarsplan.

### Galerie

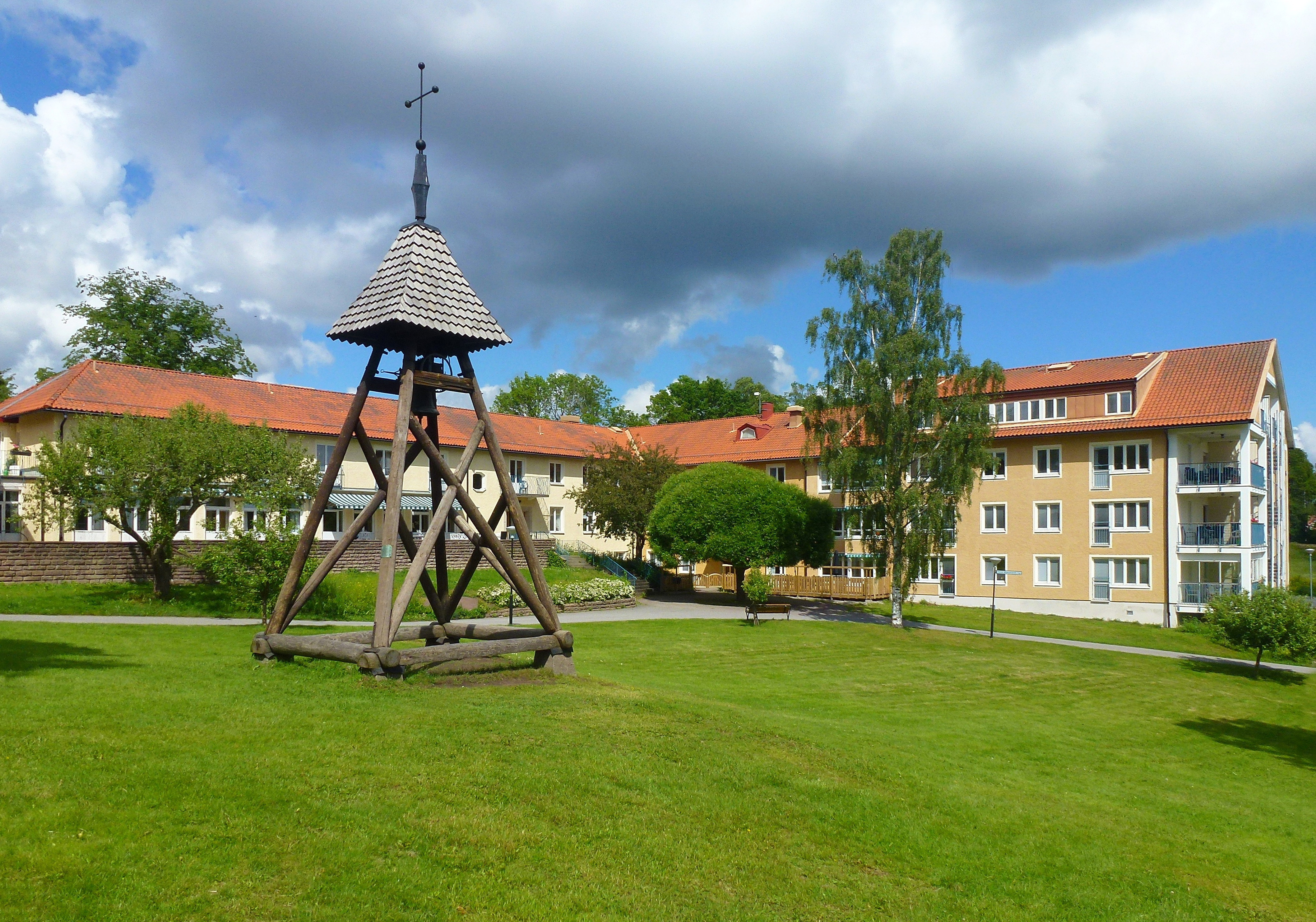
Stora Sköndal.
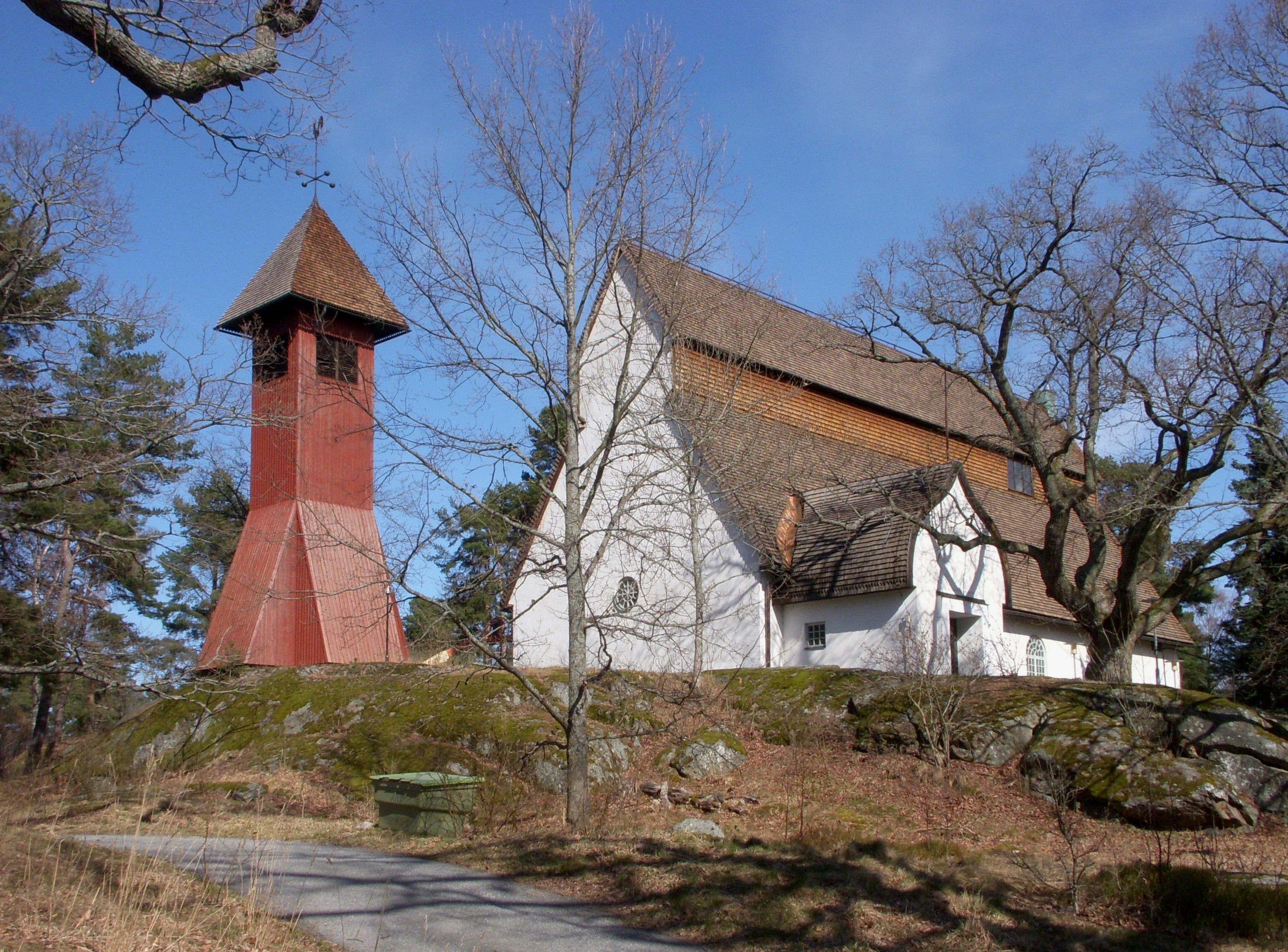
Stora Sköndals kyrka.
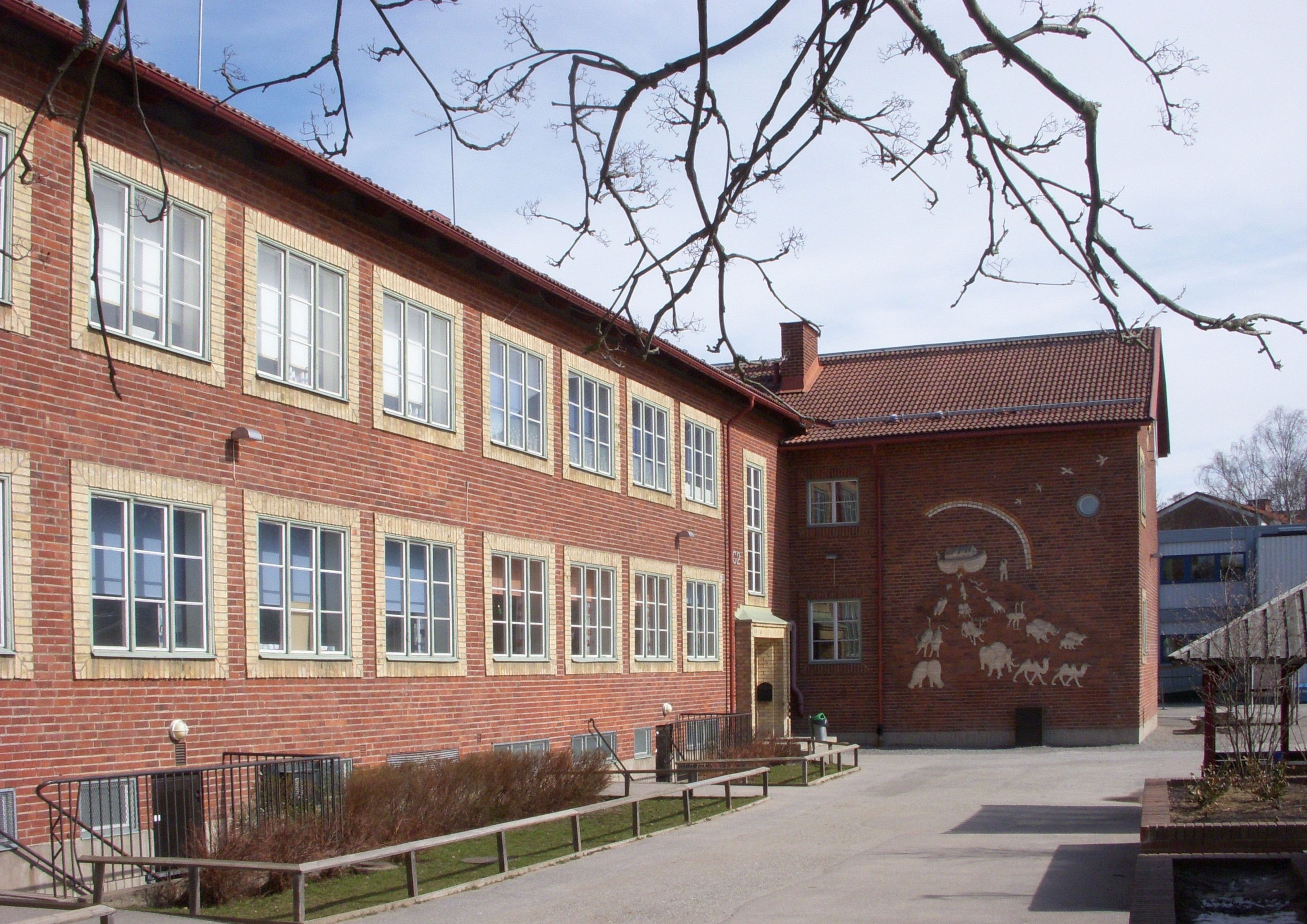
Sköndalsskolan.
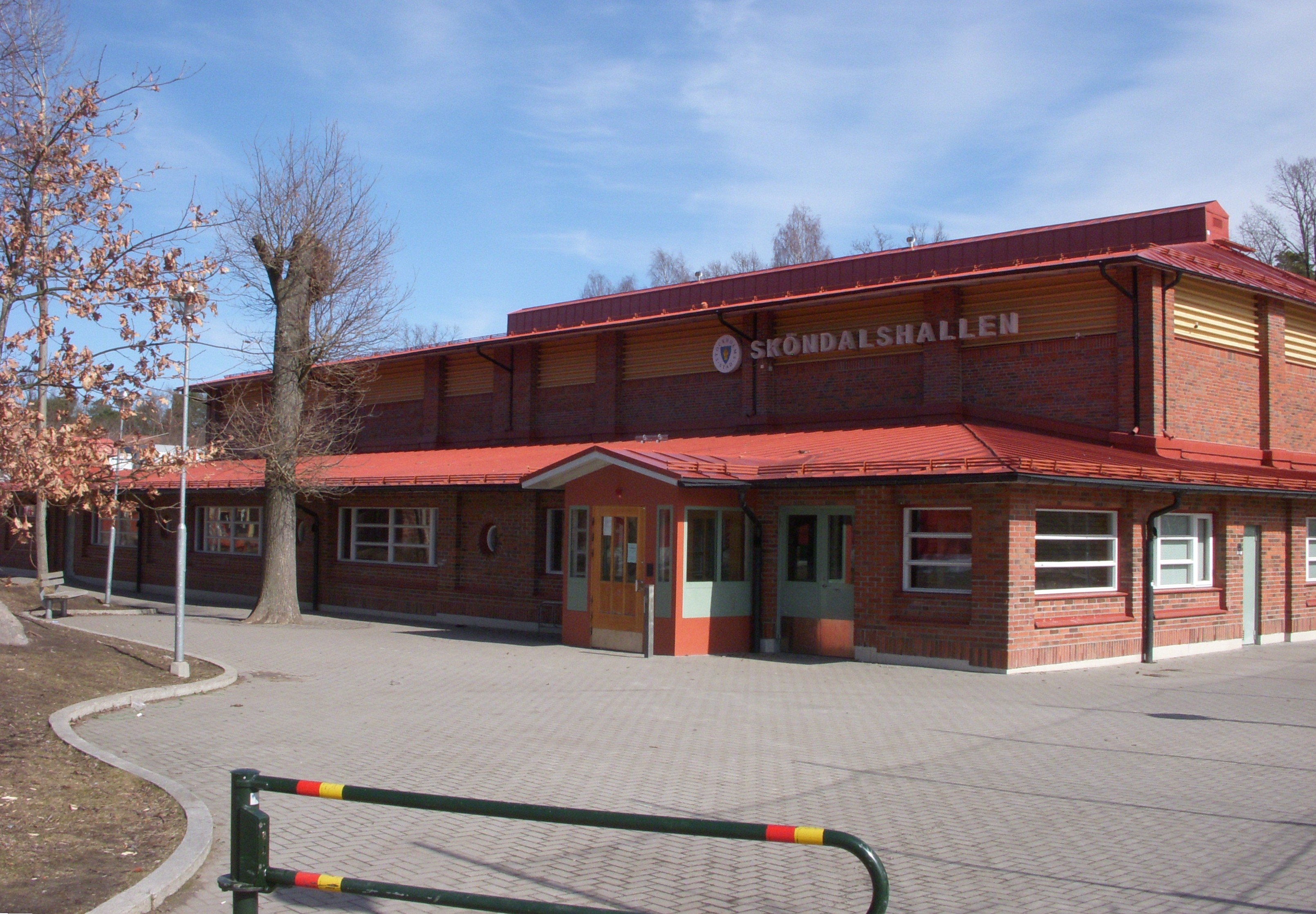
Sköndalshallen.

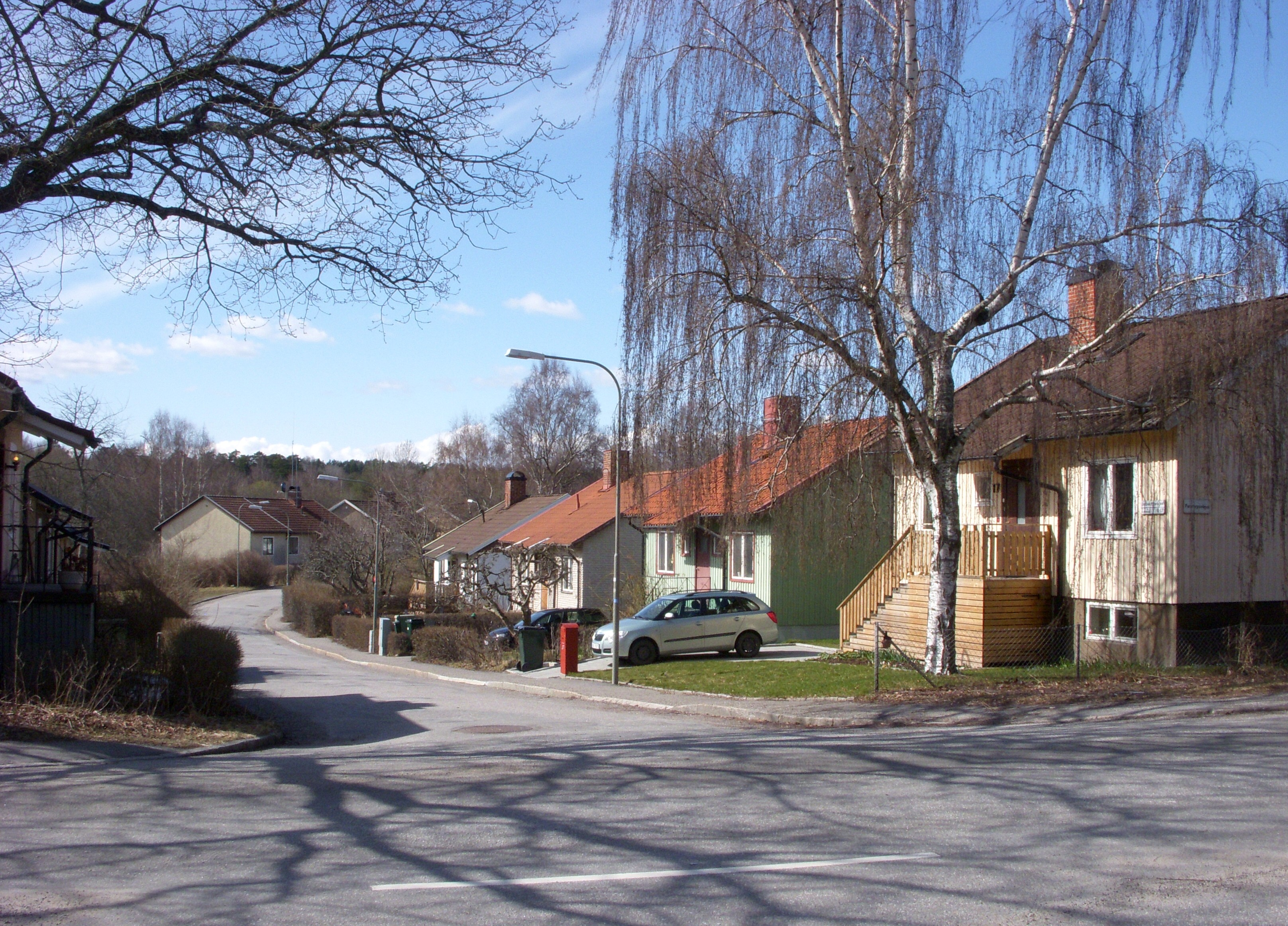
1950-talets småhus
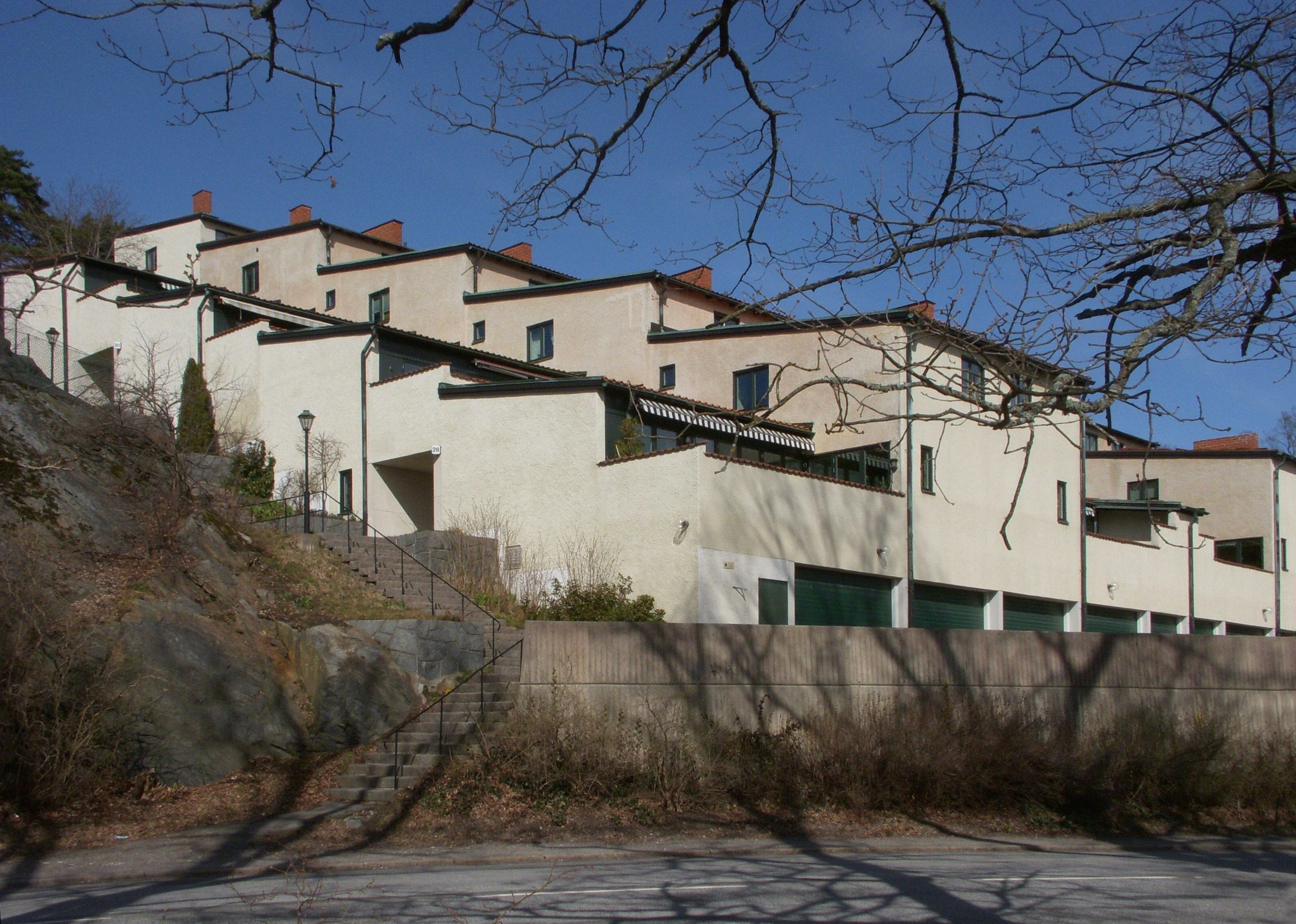
Maisons en terrasse.
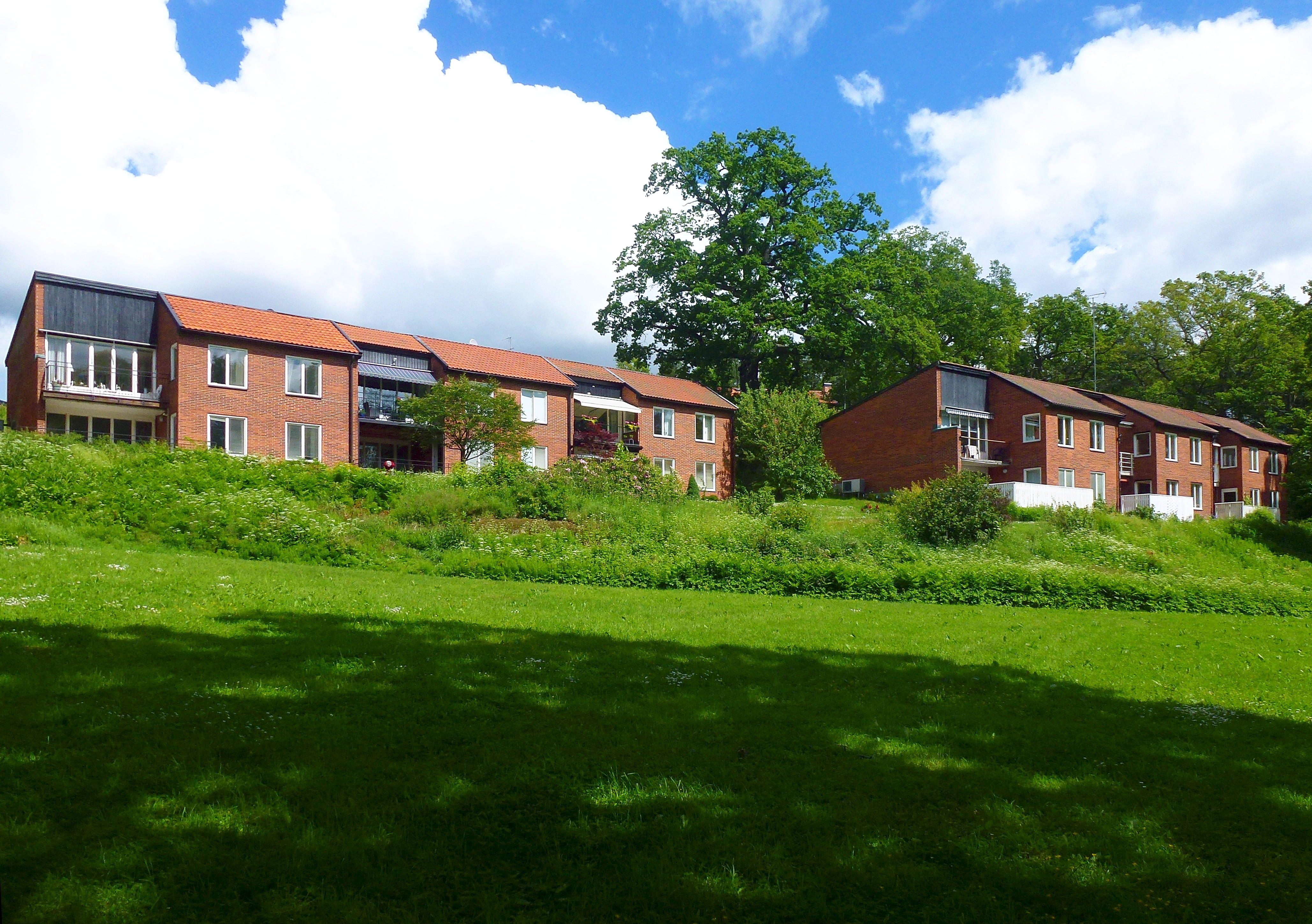
Maisons mitoyennes.
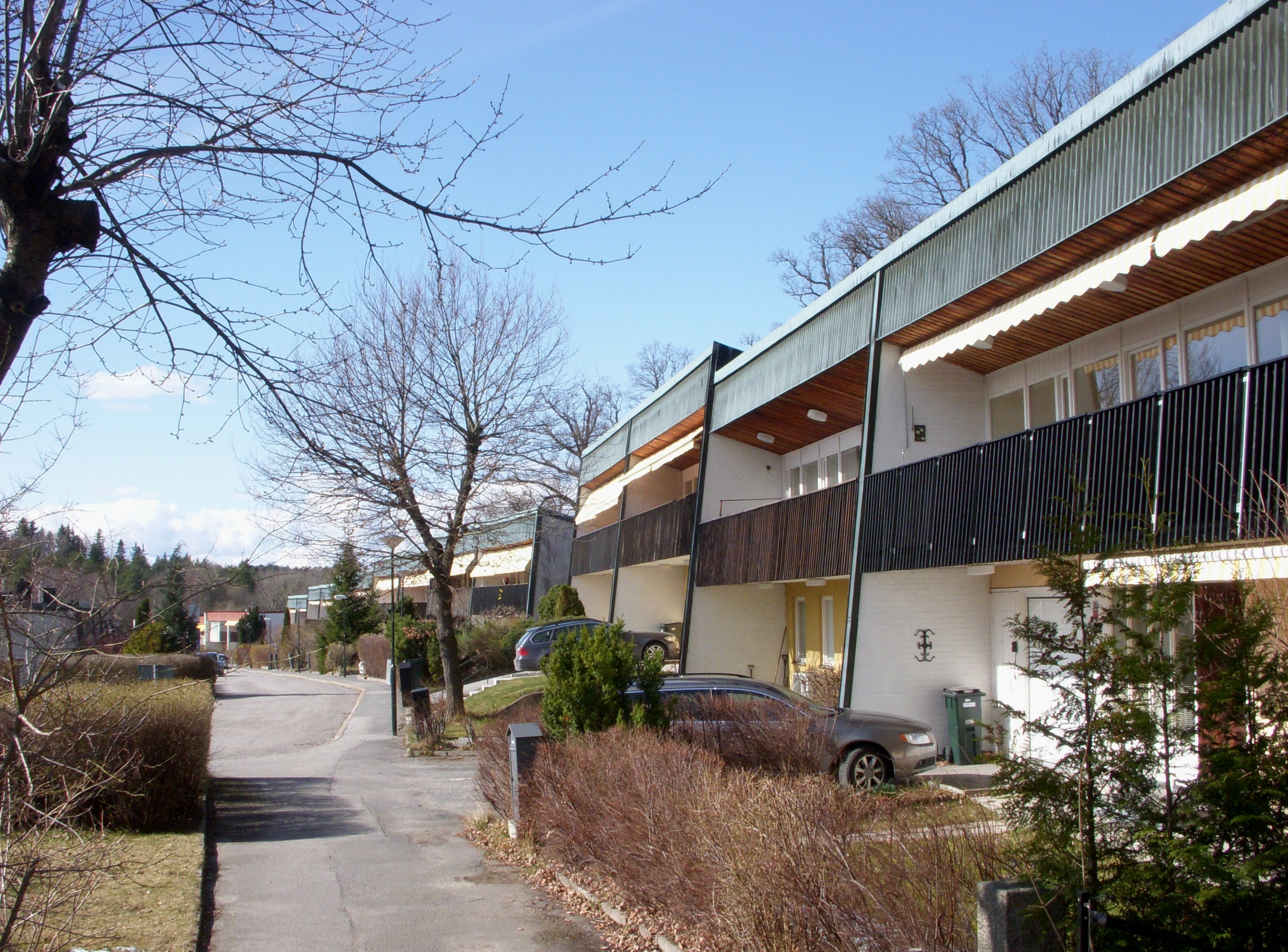
Maisons mitoyennes.
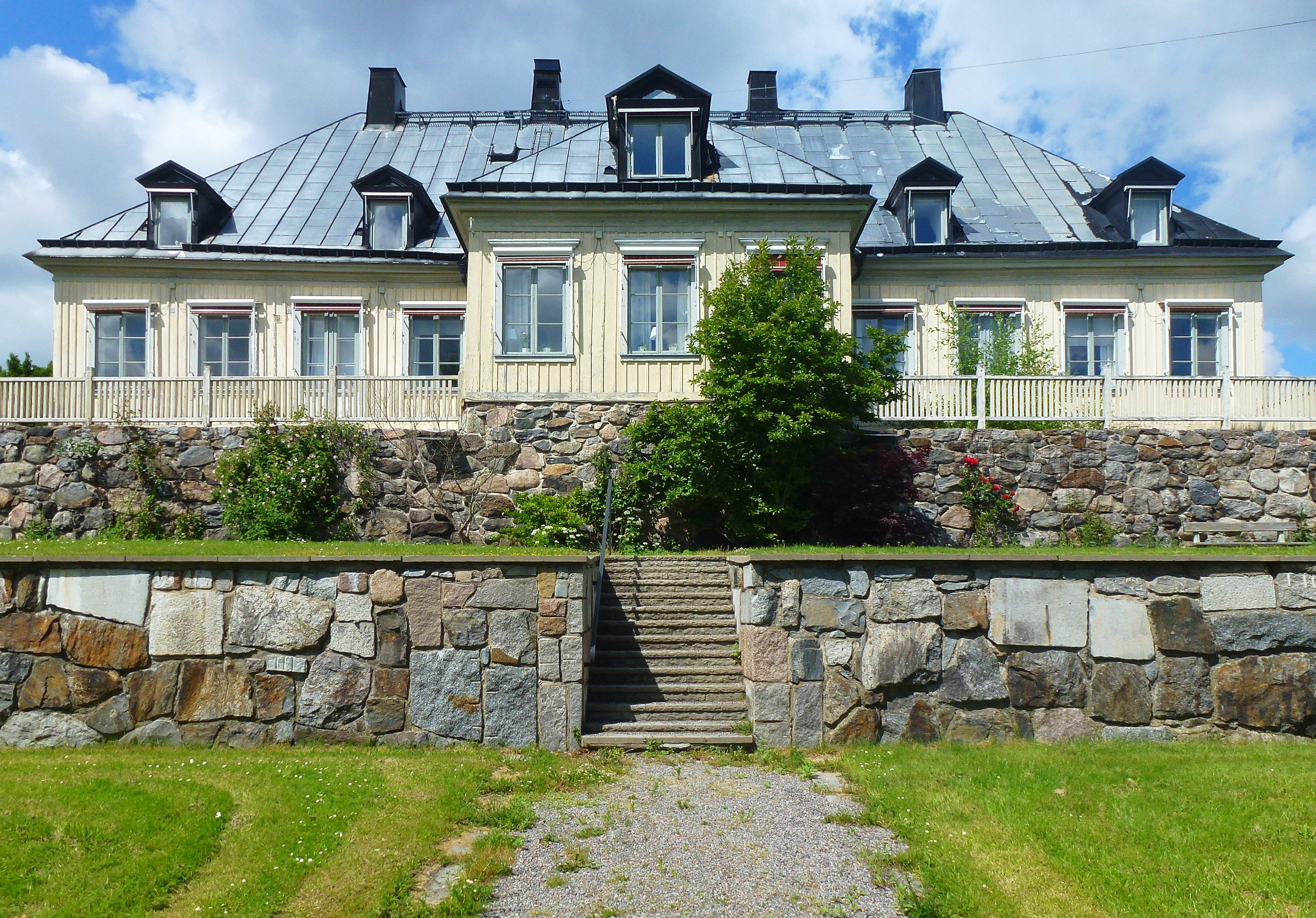
Stora Sköndal.
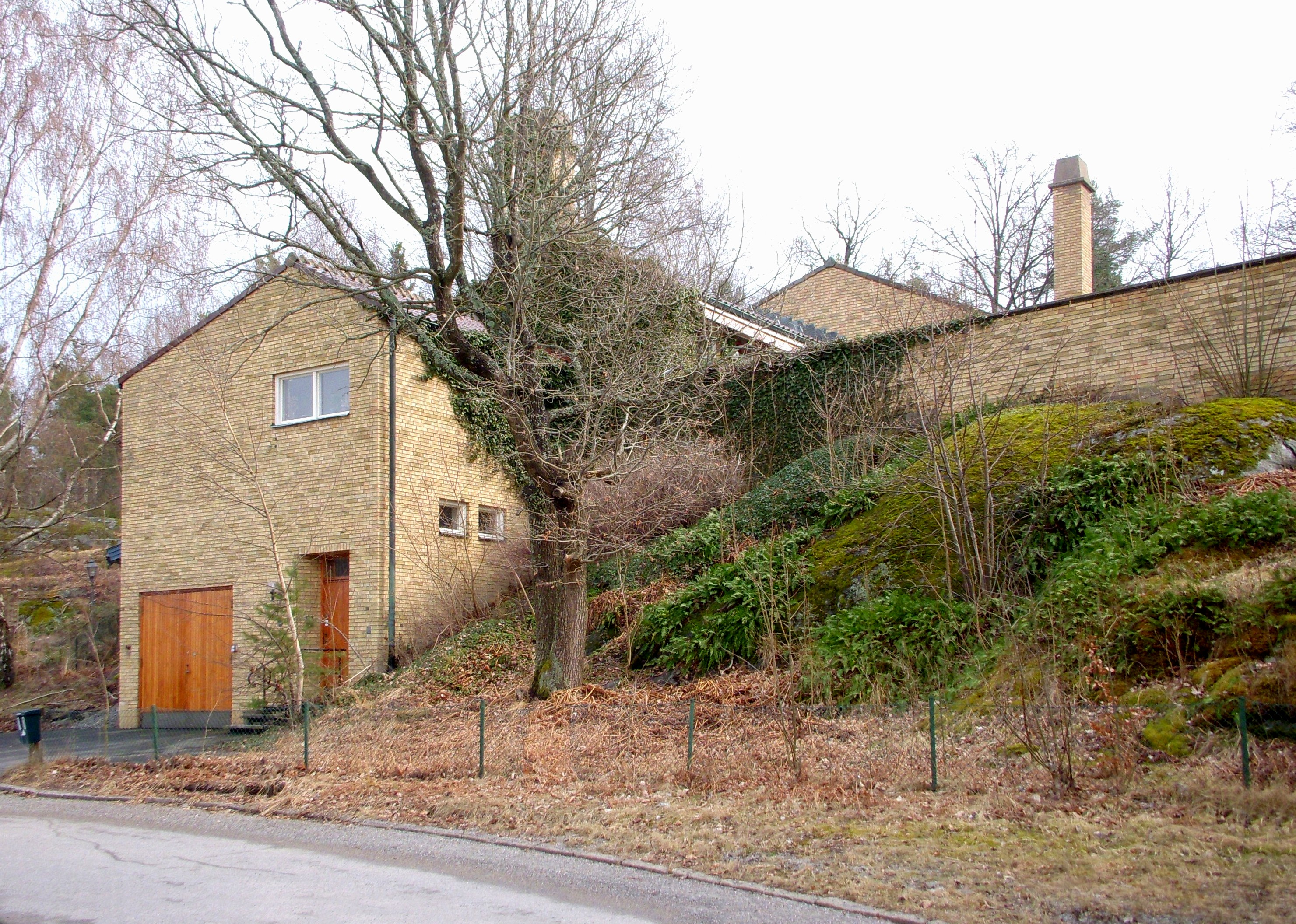
Villa Sundahl.
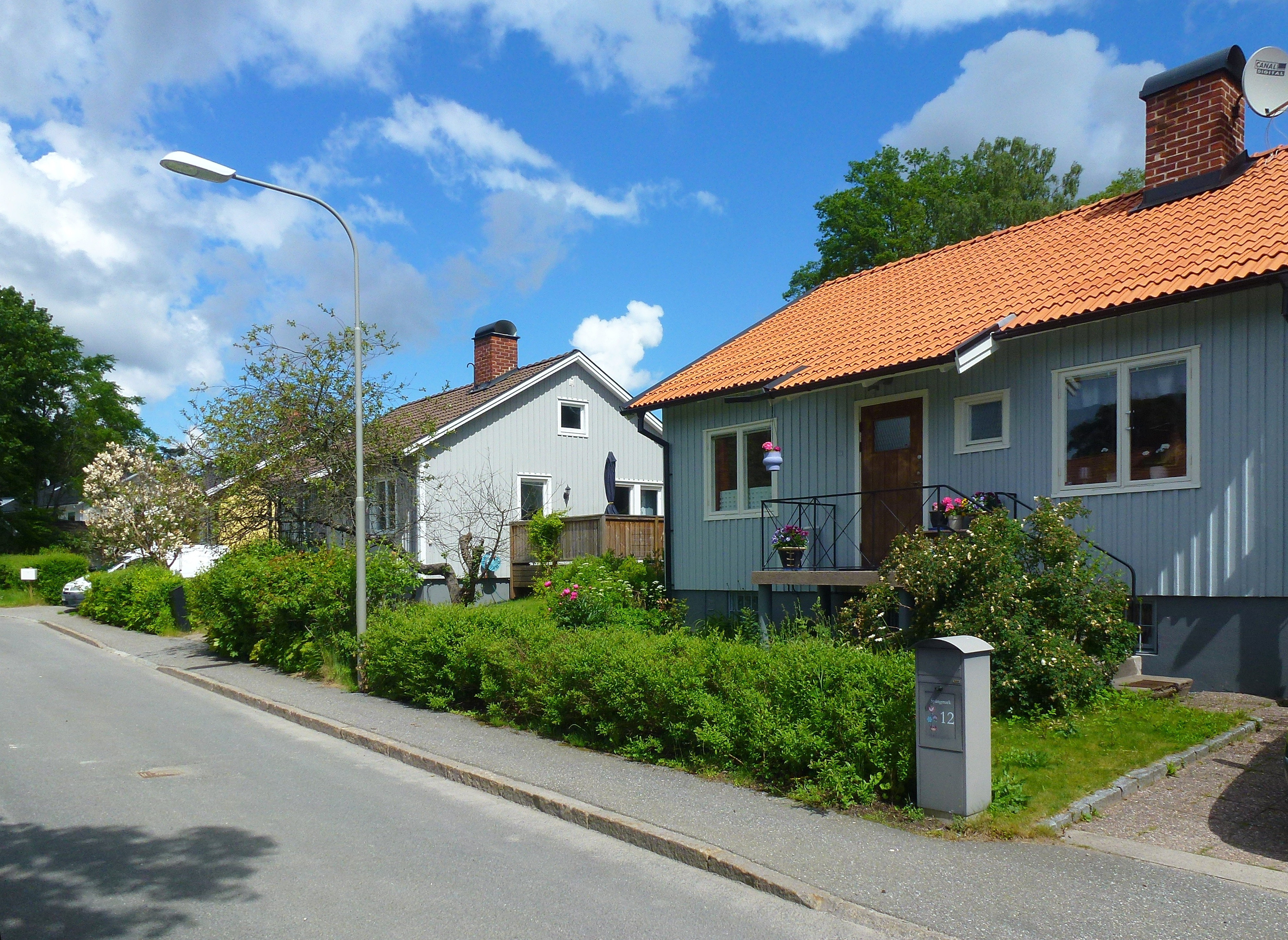
Pirogvägen.
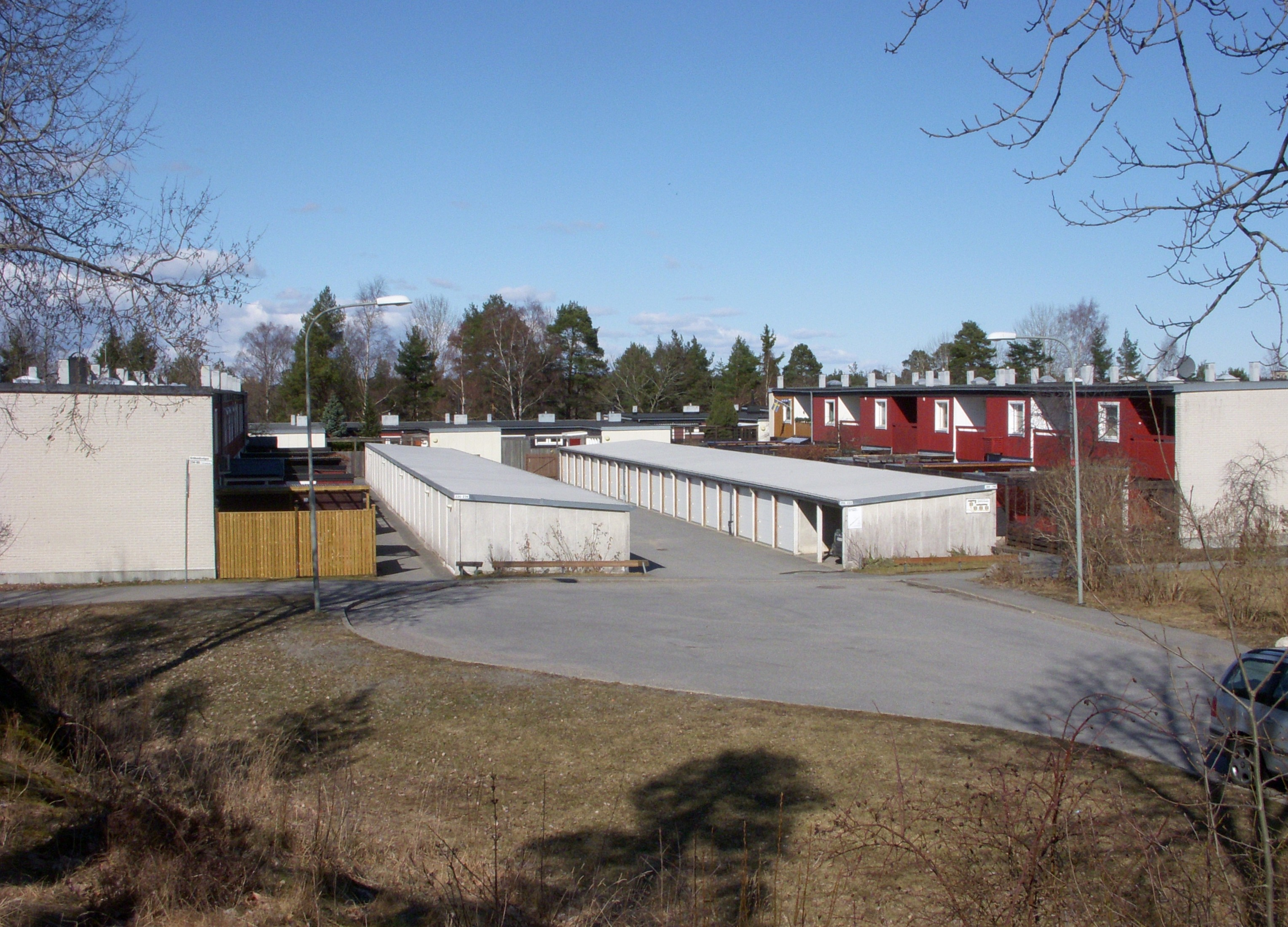
Norra Sköndal.